# Liste der Naturdenkmale in Molsberg
Die Liste der Naturdenkmale in Molsberg nennt die im Gemeindegebiet von Molsberg ausgewiesenen Naturdenkmale (Stand 13. Juni 2024).

## Naturdenkmale
| Nr.         | Bezeichnung                             | Lage                                         | Beschreibung  | Bild                                    |
| ----------- | --------------------------------------- | -------------------------------------------- | ------------- | --------------------------------------- |
| ND-7143-490 | Alte Eiche                              | nordwestlich des Ortes; Flur Leingärten Lage | Quercus sp.   | Direkt Bild zu diesem Denkmal hochladen |
| ND-7143-491 | Lindenallee im Park des Schlosses       | Molsberg, Alte Gasse, im Schlosspark Lage    | Tilia sp.     | Fotos hochladen                         |
| ND-7143-495 | Alte Eiche am Bildstock neben der L 315 | Hauptstraße, gegenüber Nr. 41 Lage           | Quercus robur | Fotos hochladen                         |